# Čužaja rodnja
Čužaja rodnja (Чужая родня) è un film del 1955 diretto da Michail Abramovič Švejcer.